# Роббі Робертсон
Роббі Робертсон (англ. Robbie Roberts, повне ім'я англ. Jaime Robbie Robertson; 5 липня 1943, Торонто — 9 серпня 2023, Лос-Анджелес, Каліфорнія) — канадський гітарист і співак (автор-виконавець).
Найбільш відомий як лід-гітарист і основний автор пісень гурту The Band. Після розпаду гурту у 1976 році, зайнявся сольною кар'єрою, а також почав працювати в кіно як актор, продюсер і композитор.
Дебютний сольний альбом Роббі Робертсона, названий просто «Robbie Robertson», вийшов в 1987 році. Альбом здобув 38 місце в США  і 23 місце у Великій Британії.
У 1991 році побачив  світ другий сольний альбом музиканта — англ. Storyville. Як пояснює музичний сайт, це був концептуальний альбом, «занурений в звуки і образи цього знаменитого кварталу Нью-Орлеана».
У 2011 році журнал Rolling Stone помістив Робертсона на 59 місце свого списку 100 найкращих гітаристів усіх часів.

## Дискографія
- Robbie Robertson (1987)
- Storyville (1991)
- Music for the Native Americans (soundtrack) (1994)
- Contact from the Underworld of Redboy (1998)
- How to Become Clairvoyant (2011)
- Sinematic (2019)

## Фільмографія
- 1978 – Останній вальс (виконавець/постановник)
- 1980 – Карні (актор/письменник/продюсер/композитор)
- 1980 – Raging Bull (музичний продюсер)
- 1982 – Король комедії (музичний продюсер)
- 1986 – Колір грошей (композитор)
- 1994 – Джиммі Голлівуд (композитор)
- 1995 – Robbie Robertson: Going Home (документальний фільм)
- 1995 – Казино (музичний консультант)
- 1995 – The Crossing Guard (актор – Роджер)
- 1996 – Феномен (виконавчий продюсер саундтреку)
- 1996 – Dakota Exile (оповідач)
- 1999 – Forces of Nature (творчий музичний консультант)
- 1999 – Вовки (оповідач)
- 1999 – Any Given Sunday (пісні)
- 2001 – Життя та часи Роббі Робертсона
- 2002 – Банди Нью-Йорка (виконавчий музичний продюсер)
- 2002 – Скіни (письменник)
- 2003 – Фестивальний експрес (виконавець)
- 2004 – Дженіфа (виконавчий продюсер)
- 2004 – Ladder 49 (оригінальна пісня "Shine Your Light")
- 2006 – The Departed (музичний продюсер)
- 2007 – Eric Clapton: Crossroads Guitar Festival 2007 (виконавець)
- 2010 – Shutter Island (музичний керівник)
- 2012 – Прокляття сокири (оповідач)
- 2013 – Ерік Клептон: Crossroads Guitar Festival 2013 (виконавець)
- 2013 – Вовк з Уолл-стріт (виконавчий музичний продюсер)
- 2016 – Silence (виконавчий музичний продюсер)
- 2017 – Rumble: The Indians Who Rocked The World (виконавець)
- 2018 – Рідна Америка (оповідач)
- 2019 – Ірландець (виконавчий музичний продюсер, музичний керівник, музикант)
- 2019 – Once Were Brothers: Robbie Robertson and The Band (самий)
- 2023 – Killers of the Flower Moon

## Нагороди

### Державні
- Офіцер Ордена Канади (2011).

### Музичні
- Премія «Джуно» за кращий альбом року (1989)
- Премія Джека Річардсона найкращому продюсеру року (1989, 1995)
- Премія «Джуно» за кращий альбом року в жанрі музики корінних народів Канади (1995)
- Премія генерал-губернатора по виконавчим видам мистецтва і мультимедіа (2006)